# ゴエモン もののけ双六
『ゴエモン もののけ双六』（ゴエモン もののけすごろく）は、1999年12月25日にコナミから発売されたNINTENDO 64のゲームソフト。シリーズの番外編に当たる作品で、ジャンルはボードゲームとなっており、システム面においてはカルドセプトシリーズと類似している。
妖怪をテーマとし、同時期に発売されていた『がんばれゴエモン〜もののけ道中 飛び出せ鍋奉行!〜』との連動要素が存在する。

## あらすじ
ある日、物知りじいさんの元に一通のラブレターが送られてきた。早速待ち合わせ場所に向かう物知りじいさんと、冷やかしに行くゴエモン、エビス丸、サスケ。待ち合わせ場所の木の下に行くとポンと名乗る1人の美しい女性が待っており、ゴエモン達は驚きを隠せなかった。
大喜びの物知りじいさんであったが、その時、イタズラ風が吹きポンのスカートがめくれ、一瞬見えた濃い脛毛に驚き泣く物知りじいさん。なんと待ち合わせ相手は女ではなく男だったのだった。それを見て大笑いするゴエモン達。すると笑われたポンは激怒し、お札を取り出してもののけを召喚すると有無を言わさずゴエモンたちに襲い掛かってきた。
一目散に逃げだしたゴエモン達は急いでじいさんの家に逃げ込み戸板で入口を防ぎつつ、物知りじいさんから「封印の釜」の伝説を聞く。待ち合わせ場所だった「伝説の木」はかつて幾多の悪しき妖怪が封じ込められたといういわくつきの木であり、その木を加工して封印のお釜に入れると何でも封印できるお札が出来上がる。しかしお札は封じられた妖怪の怨念の呪いによって持ち主に害をなすため、まずはその呪いを解く必要があるのだという。その時、ヤエとクロベエが殿様が行方不明になったことをゴエモンたちに知らせに駆けつけてくる。その直後、ポンが追いついてきてゴエモン達と対立する。多勢に無勢と見たポンは、クロベエにプレゼントと称してもののけのお札を渡し、何気なく手に取った瞬間クロベエはお札の呪いにかかってゴエモンたちに牙を向く。こうして、ゴエモン達のもののけのお札を駆使した戦いの火蓋が切られた。

## ルール
基本的なゲームルールは、召喚キャラクターによるマップ占有が基本になる。
すごろくの要領でマップ上を移動し、コスト(両単位)を支払い「もののけ」を召喚して自分のいるマスに配置していく。隣接する相手のもののけや、自分や相手が他のもののけのいるマスを踏んだ時に、相手のもののけとバトルさせ、相手の体力を0にすることを繰り返し、ステージクリアすることが目的となる。

### フェイズ
1. ドローフェイズ（山札からお札を1枚引く）
2. スタンバイフェイズ（とくしゅふだの使用）
3. 移動フェイズ（サイコロを振ってマップ上を移動）
  1. 敵のもののけがいるマスに止まった場合は、その場で手札からもののけを召喚してそのもののけとバトルすることができる。召喚しない場合、プレイヤーは敵もののけの強さ分のダメージを受ける。
4. メインフェイズ（もののけの召喚・移動・レベルアップ・回収のうち1つ）
  1. もののけの召喚（止まったマスにもののけを召喚する）
  2. もののけの移動（すでに配置しているもののけを別のマスに移動させる。移動範囲に他プレイヤーのもののけがいた場合バトルも可能）
  3. レベルアップ（配置済みのもののけにコストを支払い、能力をアップさせる。最大5レベルにまで上昇可能）
  4. 回収（止まったマスに配置している自分のもののけを手札として回収する）
5. バトルフェイズ（もののけの戦闘）
6. エンドフェイズ（手札が7枚以下になるようにおふだを捨てる）

破産した（エンドフェイズ終了後に所持金がマイナスだった）場合、以下の方法で所持金を0両以上にしなければならない。
1. 手札を売る。（お札の値段だけ貰える）
2. マップ上の味方もののけを売る。（もののけの値段だけ貰える。また、レベルが高いほど通常の値段よりも多く貰える）
3. 体力を半分にする。（所持金が必ず1000両になる）

## マップ
| ステージ       | マップ           | サブタイトル                             | 関所の数 | 茶店 | 渡し船 | 洞窟    |
| -------------- | ---------------- | ---------------------------------------- | -------- | ---- | ------ | ------- |
| ステージ1      | 大江戸           | ニャニがニャンだかニャンとかせニャアの巻 | 1        | 無   | 無     | 無      |
| ステージ2      | いんちき寺       | インチキ寺でダルマゲドンの巻             | 1        | 有   | 有     | 無      |
| ステージ3      | 和風パフェ       | 甘党大食いチャンピオン♥の巻              | 3        | 有   | 無     | 無      |
| ステージ4      | リュウグウじょう | 竜宮城でオイラとおどれ!の巻              | 3        | 無   | 有     | 無      |
| ステージ5      | オバケやしき     | 見よ!あれがタヌキの星だ!の巻             | 2        | 有   | 無     | 有（2） |
| ステージ6      | インパクトデッキ | カブキっス!お命ちょうだいっス!の巻       | 1        | 無   | 無     | 無      |
| ステージ7      | ジゴク           | 地獄でギュッとだきしめての巻             | 1        | 有   | 有     | 有（6） |
| おまけステージ | 宇宙             | 兄さん!宇宙です!の巻                     | 2        | 有   | 無     | 有（3） |

## おふだ
もののけふだ
描かれているもののけを召喚することができる。もののけにはレベルが存在し、「もののけと同一属性のマスに召還」、「敵のもののけを倒す」、「所持金を消費する」ことで最大5レベルまで上げることが可能。
せんとうふだ
戦闘の時に使用するおふだ。
とくしゅふだ
自分のターン、おふだを引いた後に使用できる。

## マス
属性マス
もののけを召喚することができるマス。火、水、風、地、無属性の5種類のマスがある。
宿
スタート地点。マップ上の全ての関所で通行手形を貰っていると、通過するだけでお金が貰える。なお、金額は召喚しているもののけが多いほど多く貰える。
関所
通過するだけで通行手形が貰える。
茶店
止まるとお札の売買ができる。
鳥居
通過するだけで貧乏神のおはらいをしてもらえる。
温泉
通過するだけで召喚されている全ての自分のもののけの体力を回復できる。
渡し船
夜にここを通ろうとすると通行できずに来た道を戻ることになるマス。もののけも跨いで移動できない。
洞窟
止まるとどこか決まったマスにワープさせられる。

## 登場人物

### 使用キャラクター
物語モードや対戦モードで使用できる。
ゴエモン：松本保典
散切り頭と赤い装束が特徴の義賊。
プレイヤーパワーアップは強さ+50、速さ-50。
CPUは地属性と火属性のもののけを使う。
エビス丸：緒方賢一
ゴエモンの相棒で、ほっかむりと青い装束が特徴の太った忍者。
CPUは地属性と水属性のもののけを使う。
プレイヤーパワーアップは体力+50、速さ-50。
サスケ：坂本千夏
物知り爺さんがつくったござる口調のカラクリ忍者。
CPUは風属性と火属性のもののけを使う。
プレイヤーパワーアップは速さ+50、強さ-50。
ヤエ：笠原留美
世間を騒がす怪事件を隠密捜査・解決する「秘密特捜忍者」。
CPUは風属性と水属性のもののけを使う。
プレイヤーパワーアップはしない。

### ノンプレイヤーキャラクター
物知り爺さん
伊賀の山奥に住む、自称「天才からくり発明家」の爺さん。
このゲームの唯一のノンプレイヤーキャラクター。

### 敵キャラクター
物語モードに登場する。なお、倒した敵は対戦モードにて使用できる。

#### ステージ1
クロベエ：冨永みーな
四国を拠点に活動する忍者猫の一員。今作ではポンにお札を渡され、呪いに憑りつかれる。
プレイヤーパワーアップは全てが-50。

#### ステージ2
だるまおいどん：郷里大輔
達磨に手足が生えたような風貌で博多弁を話す男。すぐ攻撃してくる短気な性格。
CPUは地属性のもののけを多用する。
プレイヤーパワーアップはしない。

#### ステージ3
雷神娘：坂本千夏
名の通り、雷神の娘。姉御肌な性格。
CPUは地属性と風属性のもののけを多用する。
プレイヤーパワーアップは強さ+50。
風神娘：矢島晶子
名の通り、風神の娘。お淑やかな性格。
CPUは地属性と風属性のもののけを使う。
プレイヤーパワーアップは速さ+50。

#### ステージ4
タイサンバHB：緒方賢一
正式名称はタイサンバハイブリッド。「ピポ」等としか話さないがエビス丸は意味が分かるらしい。
CPUは水属性と無属性のもののけを使う。
プレイヤーパワーアップは体力+50。

#### ステージ5
タヌキ大王：緒方賢一
息子・ポン吉のためにスパルタ教育に命を賭ける熱血漢。
CPUは水属性と火属性のもののけを使う。
プレイヤーパワーアップは体力と強さが+50。
ポン吉：矢島晶子
タヌキ大王の息子。泣きべそを掻きながらも、父・タヌキ大王のスパルタ教育に果敢に挑むという、幼くして性根逞しい面を持つ。
CPUは水属性と火属性のもののけを使う。
プレイヤーパワーアップは体力と強さが-50。

#### ステージ6
カブキ：高木渉
元山賊で歌舞伎役者のような姿の男。これまでのシリーズにもたびたび登場する。ゴエモンを酷く怨んでいるはずだが、今作では敬語でフレンドリーに話す。
CPUは無属性と火属性のもののけを使う。
プレイヤーパワーアップは体力+100、強さ+50。

#### ステージ7
ポン：高木渉
本作のボスキャラクター。
本名は黒狸本歩孤之助（くろだぬきぽんぽこのすけ）。一見、美人女性に見えるが実は男。おふだの呪いで女っぽくなっていた。物知り爺さんの知り合いらしい。
プレイヤーパワーアップは全てが+100。
殿様：茶風林
大江戸城の殿様。相変わらず、のほほんとした性格。
プレイヤーパワーアップは体力+100、速さ-100。

#### おまけステージ
ロボテング：松本保典、緒方賢一、坂本千夏、笠原留美
物知り爺さんによってつくられたカラクリ忍者。ものまね芸用のからくりメカとしてサスケより前に作られた兄に当たるメカだが、完成と同時に逃げ出して行方不明になっていた。
物真似が得意で、ゴエモン・エビス丸・サスケ・ヤエの4人によく似た口調で話す。
CPUは無属性と風属性のもののけを使う。
プレイヤーパワーアップは強さ+200。

## 主なスタッフ
- サウンド：中村康三、広野智章、岩切剛丈、高井興
- サウンドプロデューサー：富田朋也
- プロデューサー：蛭子悦延
- エグゼクティブプロデューサー：梅崎重治